# Піндаль (печера)

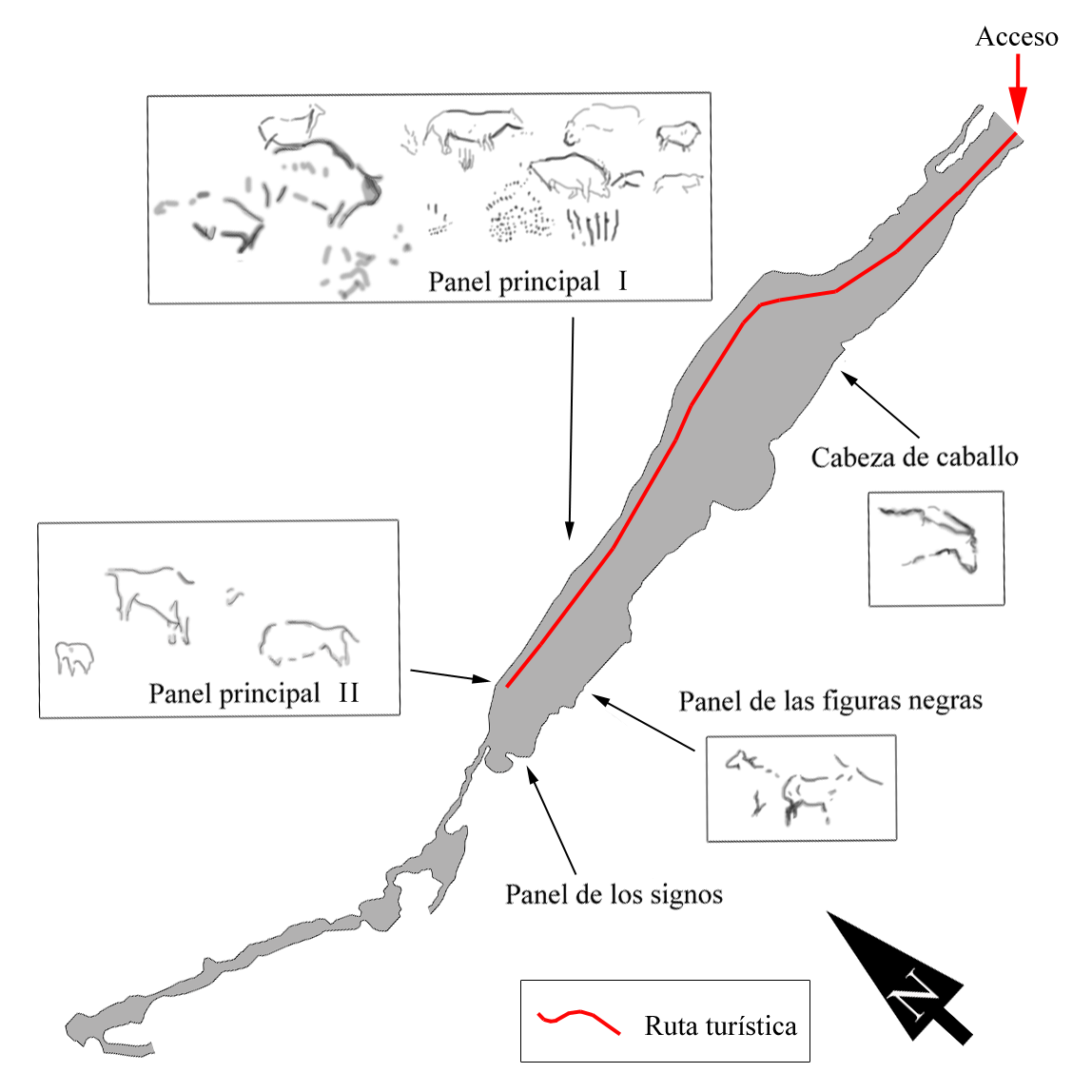
План печери

Піндаль — печера, що знаходиться в Піміанго (муніципалітет Рібадедева), у східній частині автономної області Астурія, Іспанія. Вона є галереєю завдовжки 360 м без бічних відгалужень. Палеолітичні малюнки у печері відкрив в 1908 р. Ерміліо Алькальде дель Ріо. Інших археологічних матеріалів пам'ятник не дав, культурний шар доки ніде не виявлено. Зате зображення знайдено на п'яти ділянках, головна з яких — так зване «центральне панно» — починається в 240 м від входу і тягнеться по правій стіні коридору приблизно на 20 м. Тут представлено порядку 50 зображень — фігур тварин і різних знаків.

## Наскельні малюнки
Малюнки у більшості своїй розташовані в правій панелі печери. Були розпізнані 13 зубрів, 8 коней, одна лань, олень і бивні мамонта, а інші об'єкти залишилися нерозпізнанними. Є також щедрі червоні знаки як крапки, лінії, паралельні лінії і фігури.